# Šekinski rajon
Šekinski rajon (azerski: Şəki rayonu) je jedan od 66 azerbajdžanskih rajona. Šekinski rajon se nalazi na sjeveru Azerbajdžana te graniči s Rusijom. Središte rajona je Šeki. Površina Šekinskog rajona iznosi 2.430 km². Šekinski rajon je prema popisu stanovništva iz 2009. imao 170.733 stanovnika, od čega su 84.556 muškarci, a 86.177 žene.
Šekinski rajon se sastoji od 66 općina.